# 苺みるく
苺 みるく（いちご みるく、1981年2月2日 - 2012年10月）は、日本のAV女優。ティーパワーズ（TPJ）所属。北海道出身。

## 経歴
2000年12月25日、『好きです』でAVデビュー。芸名の由来は、かき氷のシロップ。
インタビューで、「初体験は、16歳の時に3歳年上のボーイフレンドと」「デビュー前はキャバクラで働いていて、そこでスカウトされた」「デビュー時、経験人数は10人で、過去2年間はセックスにご無沙汰していた」と語った。
2001年のAdult Video GRANDPRIXで、最優秀女優賞を獲得。KUKIグループのビデオには2002年途中まで出演し、その年終わりよりMOODYZの作品に出演するようになった。
2005年7月13日、自殺を図った。その直後の7月20日にも捜索依頼が出され、山梨県富士吉田市のコンビニエンスストアの駐車場で富士吉田警察署によって保護された。同年暮れには、その年誕生したばかりのCROSSから作品を出している。
2008年12月、AV女優に復帰。
2012年10月、東京・中野の自宅で自殺。31歳没。

## 作品

### アダルトビデオ
2000年
- 好きです（12月25日、KUKI）

2001年
- ストロベリー（1月25日、KUKI）
- 小さな冒険（2月26日、KUKI）
- いちごクラブ（3月28日、KUKI）
- ノーカット!! 苺みるく 1st（4月20日、KUKI）
- いちごシャーベット（4月25日、KUKI）
- 濡れイチゴ（5月31日、KUKI）
- 淫口（6月22日、サマンサ（マックス・エー）
- 夏苺娘（7月20日、KUKI）
- selfish（8月28日、マックス・エー）
- ハートブレイク（9月16日、KUKI）
- スプラッシュ（10月23日、サマンサ）
- ノーカット!! 苺みるく 2nd（11月9日、KUKI）
- いちご狩り（11月17日、KUKI）
- 雪苺（12月21日、KUKI）

2002年
- 苺参上（1月22日、KUKI）
- ズブ濡れ人生激情（2月20日、KUKI）
- 南極苺（3月19日、KUKI）
- スプラッシュ ひろせまなつ 苺みるく（4月19日、マックス・エー）
- グッドバイ（4月21日、KUKI）
- ノーカット!! 苺みるく 3rd（4月26日、KUKI）
- 苺みるく いちご（5月2日、TMA）
- 監禁ボディドール（5月24日、サマンサ）
- COS-PARA（6月13日、アトラス21）
- 女尻（7月19日、アリスJAPAN）[7]
- 堕天使 X（8月11日、メディアステーション）
- サマンサ 苺みるく いちご狩り（08月23日、マックス・エー）
- 妹の秘密（9月17日、サマンサ）
- trauma（10月18日、アリスJAPAN）[7]
- コスチュームパラダイス 苺みるく&高原ジュリ（10月18日、アトラス21）
- ノーカット!! 苺みるく ファイナル（10月25日、KUKI）
- ウライチゴ（11月15日、VIP）
- IDOL 苺みるく（11月29日、メディアバンク）
- Strawberry Over Sex（12月1日、MOODYZ）

2003年
- FULL BODY（1月1日、MOODYZ）
- 祝・解禁（1月24日、ケイ・エム・プロデュース）
- 天国と地獄（2月1日、MOODYZ）
- 天使 X 苺みるく（2月20日、メディアステーション）
- だめちんずうぉ〜か〜（3月1日、MOODYZ）
- EROSTY DOLL（4月1日、MOODYZ）
- 苺みるくが皆んなのリクエストにお応えします!（5月1日、MOODYZ）
- ぶっかけ苺みるく（6月1日、MOODYZ）
- Angel（6月8日、アイデアポケット）[8]
- デジタルモザイクVol.014（7月1日、MOODYZ）
- 苺嬲り（8月1日、MOODYZ）
- ぶっかけ中出しFUCK!（9月1日、MOODYZ）
- ディープキスBEST（9月15日、MOODYZ）佐々木空、桜このみ、小沢まどか、苺みるく 他9人
- 2003年1月〜6月作品集（10月1日、MOODYZ）遊佐七海、湯川えり、吉村すもも、苺みるく 他41人
- レズ病棟7（10月4日、ディープス）共演:はらだはるな、吉沢ミズキ
- MOODYZ 3周年記念作品集（11月1日、MOODYZ）ゆりあ、吉永ゆりあ、吉井愛美、苺みるく 他41人
- やりすて玩具 苺みるく（12月4日、ディープス）
- クンニエクスタシー（12月15日、MOODYZ）雪野弥生、上原里香、高嶋陽子、苺みるく 他15人

2004年
- 犯された女たち 2（1月1日、MOODYZ）小沢まどか、及川奈央、南波杏、小泉キラリ、苺みるく、彩名杏子
- 女子校生 4時間（1月1日、MOODYZ）堤さやか、小沢まどか、野原りん、苺みるく 他6人
- Angel 女子校生セレクション（1月8日、アイデアポケット）水沢ゆうな、池乃内るり、苺みるく 他11人[8]
- フェラチオ BEST 3（1月15日、MOODYZ）渡瀬晶、橘未稀、大空あすか、苺みるく 他11人
- エロエロランジェリー BEST（2月1日、MOODYZ）橘未稀、森原由紀、金沢文子、苺みるく、安来めぐ、琴乃夕夏
- ごっくんネバスペ口内発射 BEST（2月15日、MOODYZ）湯川えり、矢田あき、澤宮有希、苺みるく 他11人
- 強制フェラ・イラマチオ BEST（3月1日、MOODYZ）貴水らん、桜もも、苺みるく 他9人
- MOODYZ 2003年7月〜12月作品集（3月15日、MOODYZ） 遊佐七海、ゆりあ、渡瀬晶、苺みるく 他24人
- 小さなおっぱい BEST（4月1日、MOODYZ）うさみ恭香、鈴木麻奈美、小沢まどか、苺みるく 他3人
- 完全ドキュメント現場逃亡 苺みるく（4月3日、アイエナジー）
- 淫語!淫語!淫語! 2（4月15日、MOODYZ）橘未稀、南波杏、灘ジュン、苺みるく 他3人
- BACK!HIP!FUCK! 3（5月1日、MOODYZ）矢田あき、橘未稀、鈴木麻奈美、苺みるく 他15人
- マンすじ BEST（5月1日、MOODYZ） 吉永ゆりあ、渡瀬晶、橘未稀、苺みるく 他11人
- Angel Premium Vol.7（5月8日、アイデアポケット）佐々木空、藤森エレナ、苺みるく 他17人[8]
- ソープ嬢 BEST（6月1日、MOODYZ）吉永ゆりあ、小沢まどか、森高千春、苺みるく 他3人
- 苺みるく BEST（6月15日、MOODYZ）
- DIGITAL CHANNEL（7月8日、アイデアポケット）[8]
- Queen of Angel（7月8日、アイデアポケット）川村智花、安来めぐ、苺みるく 他9人[8]
- MOODYZ女優コレクション 5（8月15日、MOODYZ）湯川えり、堤さやか、佐々木空、苺みるく 他14人
- STRAWBERRY FUCK!（8月19日、V&Rプロダクツ）
- 悪女宣言（9月1日、ワンズファクトリー）
- ギャル BEST（9月15日、MOODYZ） ゆりあ、長瀬愛、水沢ゆうな、苺みるく 他4人
- ゴールデンシャワー 2（10月1日、MOODYZ） 雪野小春、吉澤レイカ、佐々木空、苺みるく 他8人
- 苺Milk Forever（10月21日、MAGIC）
- ミルクドール みるく（11月19日、セブンエイト）

2005年
- DIGITAL CHANNEL ぶっかけ BEST（2月8日、アイデアポケット） 灘ジュン、芹沢遥、苺みるく 他3人[8]
- Premium BEST VOL.7 苺みるく（2月11日、デジタルバンク）
- フェラチオデジタルモザイク10連発!（4月1日、MOODYZ） 渡瀬晶、筒見友、苺みるく 他7人
- フェラチオデジモコレクション（6月1日、アイデアポケット） 沖那つばさ、芹沢遥 、苺みるく 他14人[8]
- ぶっかけ中出しアナルファック BEST 2（7月13日、MOODYZ） 上原美紀、南波杏、京野真里奈、苺みるく 他4人
- デジタルモザイク BEST 3（8月1日、MOODYZ） 渡瀬晶、涼風杏菜、白石ひより 他7人
- やりまくりんこ 5（11月8日、デラムプロジェクト）
- ハイパーデジタルモザイク あの娘のセックスをもう1度 スペシャル 3（12月1日、MOODYZ） 沢口あすか、藤崎楓、立河みゆ、白石ひより 他6人
- 復活 苺みるく（12月13日、MOODYZ）
- 灼熱デジモレズカップル（12月19日、CROSS）共演:三咲まお、常夏みかん

2006年
- S級女優露出（2月1日、アイデアポケット） 灘ジュン、芹沢遥、苺みるく 他3人[8]
- ワンピース黒タイツ。（6月19日、CROSS） …オムニバス形式作品 他出演:麻生岬、石川あいり、華月優、常夏みかん、稲葉ゆうき、楓（YOKO）、後藤美咲、長瀬あずさ、奈月やよい、葉山リカ、みなとあゆみ
- 出!有名女優生本本番!FILE.1（9月20日、関西NUG企画）
- 病院の怪人（11月7日、アタッカーズ）共演:葵あげは

2007年
- 淫魔の生贄 【生中出しの儀】（2月7日、アタッカーズ）
- COSTUME PARADISE 高原ジュリ、苺みるく（3月13日、NEO ATLAS）
- レズ以上! 2 苺みるく、宮下杏菜（6月5日、ジャネス）
- LIP☆BOMB 30 ゆうきりり、苺みるく、星川みなみ、光咲玲奈 他（9月21日、ディア・アーツ）

2008年
- KUKIピンクファイル あのピンクファイルで魅せる! 苺みるく（7月11日、KUKI） 復刻版
- 復活 苺みるく（12月13日、MOODYZ）

2009年
- 分娩手術台に括られて… キャリアウーマン蔑みの人体実験 青木玲（2月7日、アタッカーズ）共演:青木玲

## 出演

### テレビ
- フジテレビからの〜!（フジテレビ、2011年4月22日（21日深夜） - ） ※インタビュー出演